# Motori Ausiliari Velocipedi
MAV is de naam van twee historische merken van motorfietsen.

## MAV (1)
Motori Ausiliari Velocipedi.
Italiaans merk dat in 1951 de Jolly 45 cc hulpmotor presenteerde. In 1955 bouwde MAV 49 cc bromfietsen, die met rolaandrijving geleverd werden, maar ook met twee versnellingen en kettingaandrijving. Mogelijk is MAV (2) een voortzetting van dit bedrijf.

## MAV (2)
Italiaans bedrijfje dat vanaf 1975 49-, 123- en 244 cc cross- en enduromotoren maakte met motorblokken van Sachs, Minarelli en Hiro. Dit is mogelijk een voortzetting van MAV (1).